# アイン食品
アイン食品株式会社（アインしょくひん 英称：Ain Foods Co.,Ltd.）とは、大阪府和泉市に本社を置く食品メーカーである。

## 概要
創業者の松岡一郎は、幼い頃から故郷の香川県で祖父・松岡留吉が営んでいた讃岐うどんの専門店の味で育ったという。天然素材だけで作ったうどんだしは、残さず最後まで飲みきれるほどの味わい深いものだったという。「その本物のだしを商品化して多くの人々に届けたい。」という思いから、1977年（昭和52年）に大阪市住之江区で創業。以来、業務用の調味料で順調に売り上げを伸ばした。そして、創業から8年後の1985年（昭和60年）には、それまでの個人経営から法人経営に改められた。現在の所在地である大阪府和泉市の「テクノステージ和泉」に本社を移転したのは、2003年（平成15年）である。
日本テレビ制作の「おもいッきりイイ!!テレビ」やテレビ大阪制作の「ニュースBIZ」、NHK大阪放送局制作の「ビジネス新伝説 ルソンの壺」など、これまで関西地方において繰り返し自社の商品がテレビ番組で紹介されている。こうした事もあり、アイン食品では、将来の目標である株式上場を目指して、日夜商品の改良に努めている。また、社員を中心に構成されるアイン食品サッカー部を持つほか、テクノステージ和泉に立地する企業数社で共同運営する女子サッカーチーム和泉テクノFCにも参加するなど、主にサッカーを中心としたスポーツ活動への支援も積極的に行っている。

## 社名の由来
「アイン」（ain）とは、ドイツ語で“一番”という意味がある。
また、会長の名前は“一郎”であり、愛情の“あい”でもあり、顧客の事を第一に考えた企業という意味でこの名称になったという。

## 沿革
- 1977年（昭和52年）4月 - 創業者、松岡一郎が大阪市住之江区で業務用調味料の製造販売を 開始。
- 1985年（昭和60年）12月 - 事業拡張のため有限会社を設立し、個人経営から法人経営に改める。
- 1986年（昭和61年）6月 - 資本金を500万円に増資。
- 1989年（平成元年）4月 - それまでの大阪市住之江区浜口西1-9-9から堺市堺区松屋町1-28-2に本社を移転。また、有限会社から株式会社に変更（資本金2,500万円）。
- 1994年（平成6年）3月 - 東京都内に営業所を設置。
- 1996年（平成8年）9月 - 大阪市内に営業本部を設置。
- 1999年（平成11年）
  - 2月 - 資本金を4,000万円に増資。
  - 4月 - 本社内へ営業本部を移転。
- 2000年（平成12年）11月 - 営業本部を「西日本営業本部」と「東日本営業本部」の2本部制とする。
- 2002年（平成14年）7月 - 「西日本営業部」と「東日本営業部」をそれぞれ移転。
- 2003年（平成15年）
  - 4月 - 東西の営業本部を統合。
  - 10月 - 現在の所在地である「テクノステージ和泉」に本社を移転。
- 2004年（平成16年）4月 - 資本金を5,221万円に増資。
- 2006年（平成18年）
  - 4月 - 再び、営業本部を「西日本営業本部」と「東日本営業本部」の2本部制とする。
  - 6月 - 物流部を大阪市住之江区南港東4-8-13に移転。
- 2008年（平成20年）7月 - 資本金を9,221万円に増資。
- 2009年（平成21年）1月 - 西日本営業本部と商品開発部を本社内に移転。

## 事業所所在地
- 本社 - 大阪府和泉市テクノステージ1丁目1番1号
- 東日本営業本部 - 東京都新宿区市ヶ谷左内町21番地　市谷左内坂ビル
- 西日本営業本部 - 福岡県福岡市東区馬出5丁目17番27号
- 受注センター - 大阪市住之江区南港東4丁目8番13号

## 主力商品
- 味生庵（みしょうあん）
- ベジダシ

※他にも、多くの調味料のラインナップがある。